# Sarmatiae Bellatores
Sarmatiae Bellatores (dosł. Wojownicy sarmaccy) – dzieło Szymona Starowolskiego napisane w języku łacińskim, zawierające 130 biogramów władców i rycerzy polskich. Obok Monumenta Sarmatorum z roku 1655 jest to najbardziej znane działo Starowolskiego z zakresu biografistyki. Pełna nazwa polska Wojownicy sarmaccy, czyli pochwały mężów słynących męstwem wojennym w pamięci naszej lub naszych pradziadów. Pracę swą Szymon Starowolski zadedykował Janowi Eustachemu Tyszkiewiczowi. Za życia autora ukazała się jedna edycja dzieła, w roku 1631. Książkę rozpoczyna biogram Mieszka I i kończy się na Stefanie Chmieleckim. Wśród najbardziej znanych biogramów osób należy wymienić: Bolesława Chrobrego, Bolesława Szczodrego, Bolesława Krzywoustego, Kazimierza Sprawiedliwego, Władysława Łokietka, Kazimierza Wielkiego, Władysława Jagiełłę, Zawiszę Czarnego, Kazimierza Jagiellończyka, Stefana Batorego, Stanisława Żółkiewskiego i Karola Chodkiewicza.